# 岩国市営美和バス

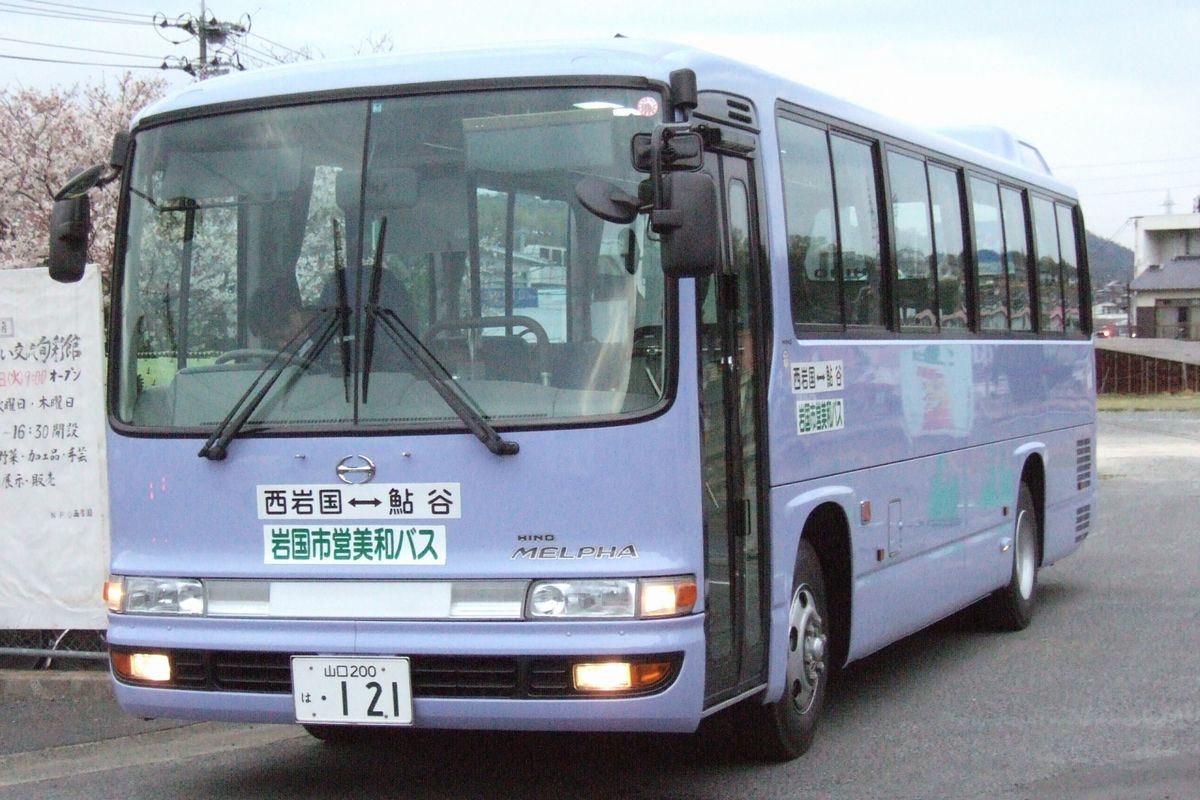
松尾線の車両
（2007年4月6日撮影）

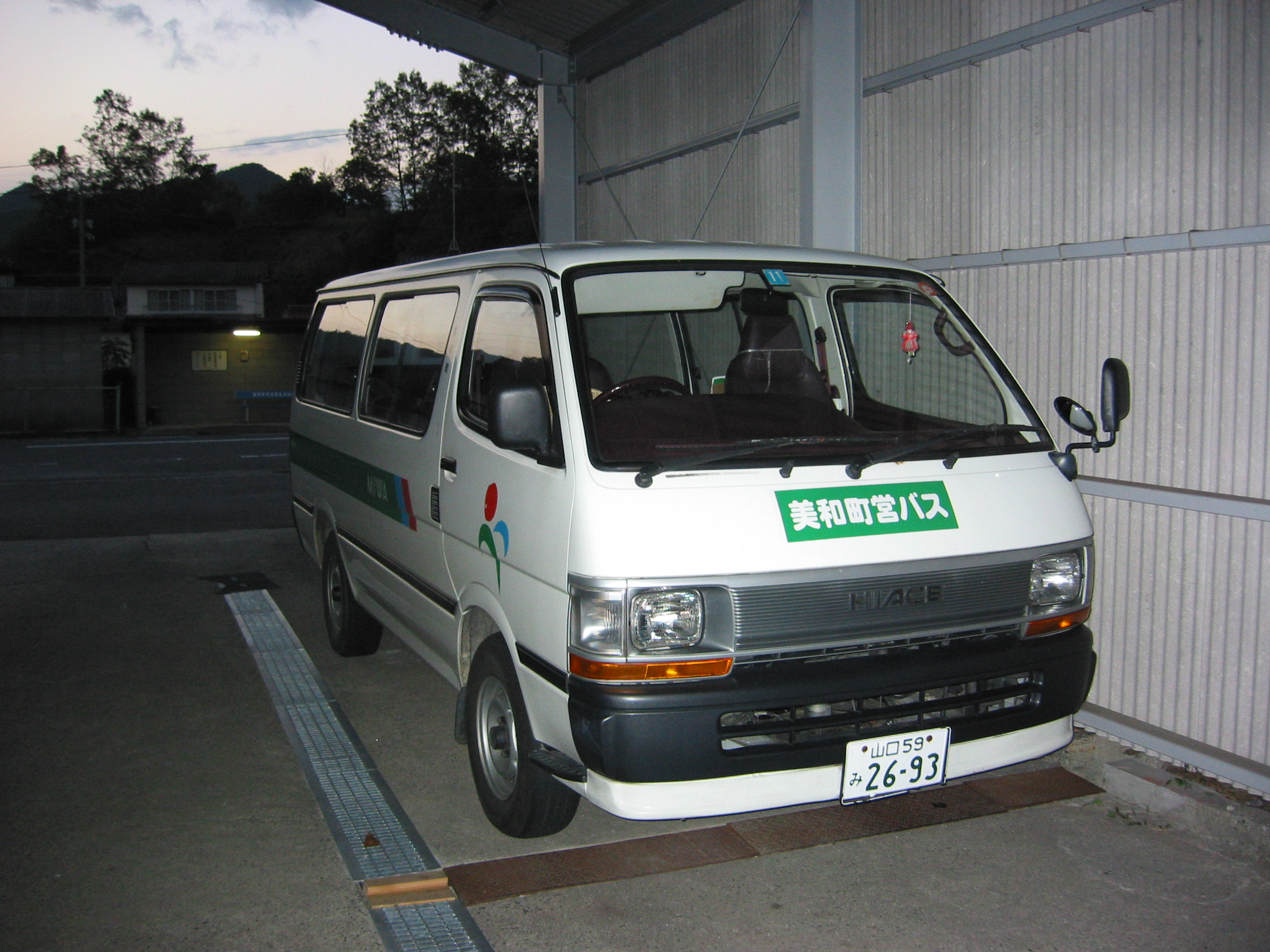
美和町営バス当時の車両
（2002年）

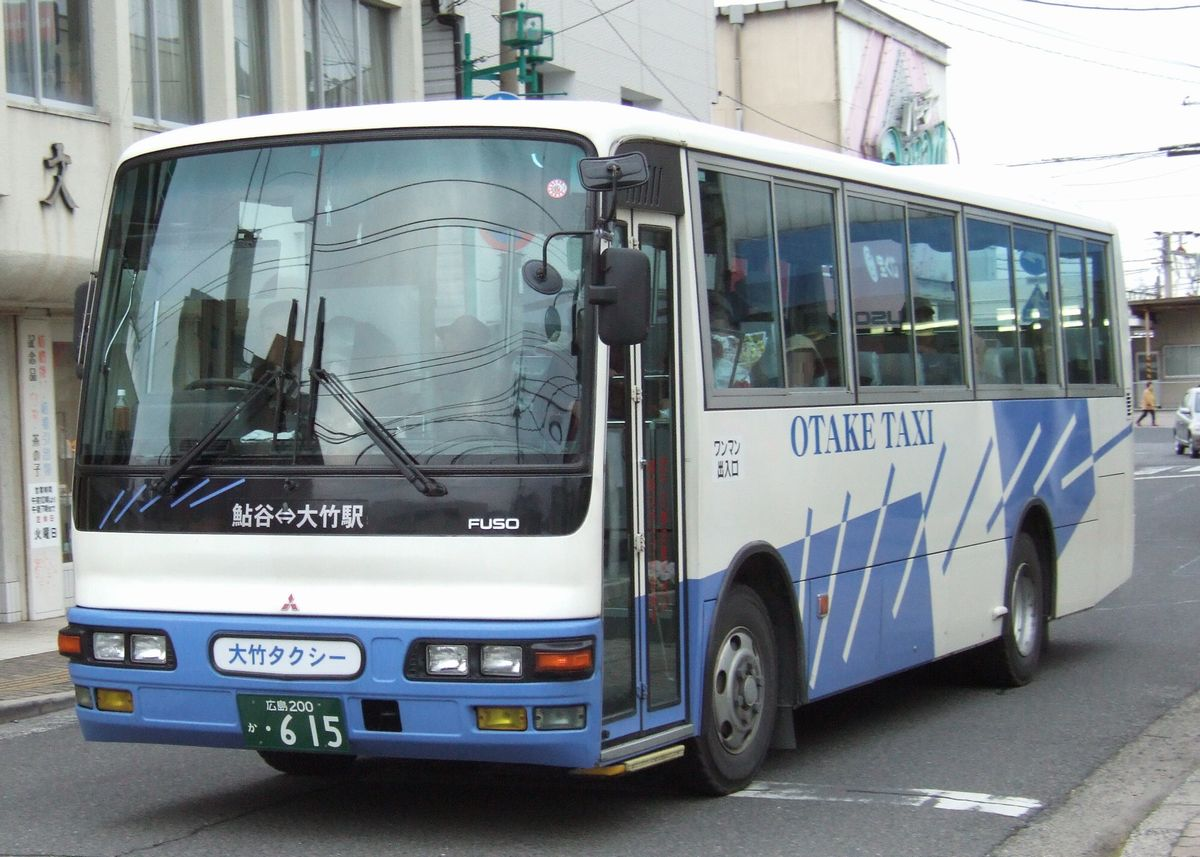
大竹線（坂上線）の車両
大竹タクシー保有車
（2007年4月6日撮影）

岩国市営美和バス（いわくにしえいみわバス）は、山口県岩国市がかつて運行していた自治体バスである。運行開始当初は美和町による「美和町営バス」として運行されていた。
岩国市との合併に伴い岩国市へ引き継がれ、岩国市美和総合支所（旧・美和町）地域振興課が所管していた。一部の路線が隣接する広島県大竹市に乗り入れており、当該路線は大竹市との共同運行となっていた。2009年4月1日より岩国市生活交通バスとして統合再編された。

## 歴史
- 1976年7月12日 広電バス坂上線の廃止に伴い、当時の美和町が坂上 - 大三郎間に町営バスの運行を開始。[1]
- 2002年7月1日 中国JRバスが運行していた、岩益線（大竹駅 - 岩国駅 - 錦帯橋、下多田 - 中垣内）および坂上線（大竹駅 - 鮎谷 - 長野団地）などの廃止に伴う代替バスとして、美和町営バス坂上線、松尾線の運行を開始。
- 2006年3月20日 岩国市、玖珂郡由宇町、玖珂町、本郷村、周東町、錦町、美川町、美和町が新設合併し、改めて岩国市が発足したことに伴い、美和町営バスから岩国市営美和バスへ改称。
- 2009年4月1日 旧玖珂郡各地域内の自治体バス運行路線網の見直しに伴い、岩国市生活交通バスとしての運行に再編される。

## 岩国市生活交通バスへ再編された旧町村営バス
- 岩国市営玖珂バス
- 岩国市営周東バス
- 岩国市営錦バス
- 岩国市営美川バス
- 岩国市営美和バス
- 岩国市営らかん清流バス

## 車両
大竹線（坂上線）以外には日野・メルファ、三菱ふそう・ローザを使用していた。貸切車（町有の団体輸送用車両）を転用したもので、方向幕の代わりに「岩国市営美和バス」と運行区間の書かれたステッカーが前後に貼られている。路線ごとに車両が固定されているかは不明。
大竹線（坂上線）に用いられる大竹タクシーの車両は、三菱ふそう・エアロミディMK観光タイプ（緑ナンバーの特定バス）を使用する。車両前面に「鮎谷 - 大竹駅」の運行区間を掲出している。路線運行を委託している岩国市や大竹市の名前は表示されていない。